# Mads Christiansen
Mads Christiansen (ur. 3 maja 1986 w Næstved) – duński piłkarz ręczny grający jako prawy rozgrywający, reprezentant kraju. Obecnie występuje w duńskiej Jack&Jones Ligaen, w drużynie AaB Håndbold.
Wicemistrz świata z 2011 r. Turniej odbywał się w Danii.

## Sukcesy

### Reprezentacyjne
- wicemistrzostwo świata  2011
- złoty medal Igrzysk Olimpijskich w Rio de Janeiro  (2016)

### Klubowe
- mistrzostwo Danii  2010